# Nowaje Życcio (przystanek kolejowy)
Nowaje Życcio (biał. Новае Жыццё, ros. Новая Жизнь) – przystanek kolejowy w miejscowości Krupki, w rejonie krupkowskim, w obwodzie mińskim, na Białorusi. Leży na linii Moskwa - Mińsk - Brześć. Nazwa pochodzi od pobliskiego osiedla Nowaje Życcio.